# Martin Andersen Nexø
Martin Andersen Nexø (Copenaghen, 26 giugno 1869 – Dresda, 1º giugno 1954) è stato uno scrittore danese.

## Biografia
Di umili origini, da sempre cagionevole di salute viaggiò in Italia e Spagna.

## Opere
- Per questo si espia (1899)
- Una madre (1900)
- Dryss (1902)
- Giorni di sole (1903) di stampo autobiografico
- Pelle il conquistatore (1906–1910), romanzo per ragazzi, da cui venne tratto un film grazie al regista Bille August, che venne premiato con la Palma d'oro al Festival di Cannes 1988
- Ditte, figlia dell'uomo (1917–1921)
- Sul far del giorno (1923), resoconto di un viaggio nell'Unione Sovietica
- Martino il Rosso (1945)
- La generazione perduta (1948)